# Список пісень Evanescence

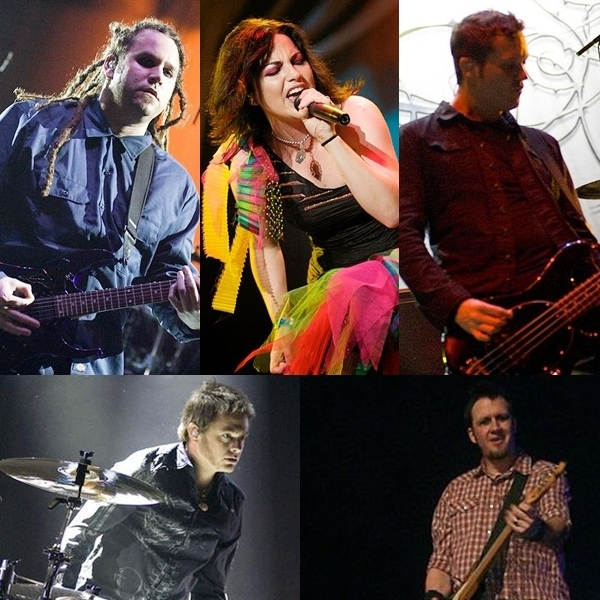
Evanescence, склад гурту 2007—2012. Зліва направо, верхній ряд: Террі Бальзамо, Емі Лі, Тім МакКорд. Зліва направо, нижній ряд: Вілл Гант, Трой МакЛавгорн.

Американський рок-гурт Evanescence випустив 4 студійні альбоми, 3 міні-альбоми, один демо-альбом та 4 альбоми зі саундтреків.
Провідна вокалістка Емі Лі та колишній основний гітарист Бен Муді заснували гурт у 1995 році разом з Девідом Ходжесом (клавішник), який грав у гурті з 1999 по 2002 рік. Evanescence підписали контракт з Wind-up Records і випустили свій дебютний альбом Fallen у 2003 році, над яким офіційно працювали Вілл Бойд (басист), Роккі Грей (барабани), Джон ЛеКомпт (ритм-гітара), Лі (вокал і фортепіано) та Moody (соло-гітара). Лі, Муді та Годжес оголосили, що вони написали весь альбом разом, а ЛеКомпт та Грей написали фрагменти в двох окремих піснях. Альбом був проданий у кількості понад 17 мільйонів примірників у всьому світі, а також з нього записали чотири сингли, зокрема Bring Me to Life.
Муді залишив колектив під час туру в жовтні 2003 року й був замінений на Террі Бальзамо. Незабаром після завершення запису другого альбому Бойд залишив гурт й був замінений на МакКорда. У 2006 році Evanescence випустили свій другий студійний альбом The Open Door, який дебютував на першій позиції Billboard 200. Лі таБальзамо написали більшу частину композицій з альбому, а ЛеКомпт написав одну пісню. Загалом по всьому світу було продано 5 мільйонів примірників альбому The Open Door. Під час реклами альбому, у травні 2007 року, ЛеКомпт оголосив, що його виключили з Evanescence, а також підтвердив рішення Грея залишити колектив. Їх тимчасово замінили Трой МакЛавгорн та Вілл Гант відповідно, проте вже під час запису третього студійного альбому гурту вони вже стали його повноправними членами.
У 2011 році Evanescence випустив свій однойменний третій студійний альбом, який також дебютував на першому місці чарту Billboard 200. Було випущено три промо-сингли до наступного альбому. Лі, Бальзамо, МакКорд, МакЛавгорн та Гант разом написали більшу частину альбому, а Уілл Б. Гант написав фрагменти до п'яти пісень, а Зак Вільямс — для однієї.
За декілька тижнів до першого живого виступу колективу після тривалої перерви Бальзамо залишив гурт, і його замінила Джен Маджура. У 2016 році гурт випустив вінілову збірку «The Ultimate Collection», до складу якої на зворотньому боці альбому увійшов скомпільований альбом «Lost Whispers».
У листопаді 2017 року Evanescence випустили четвертий студійний альбом. Цей альбом Лі назвала проектом пристрасті, до якого увійшли старі пісні гурту в оркестровому та електронному звучанні, а також дві нові музичні композиції. З цього альбому було випущено два сингли, «Imperfection» та «Hi-Lo».

## Випущені пісні

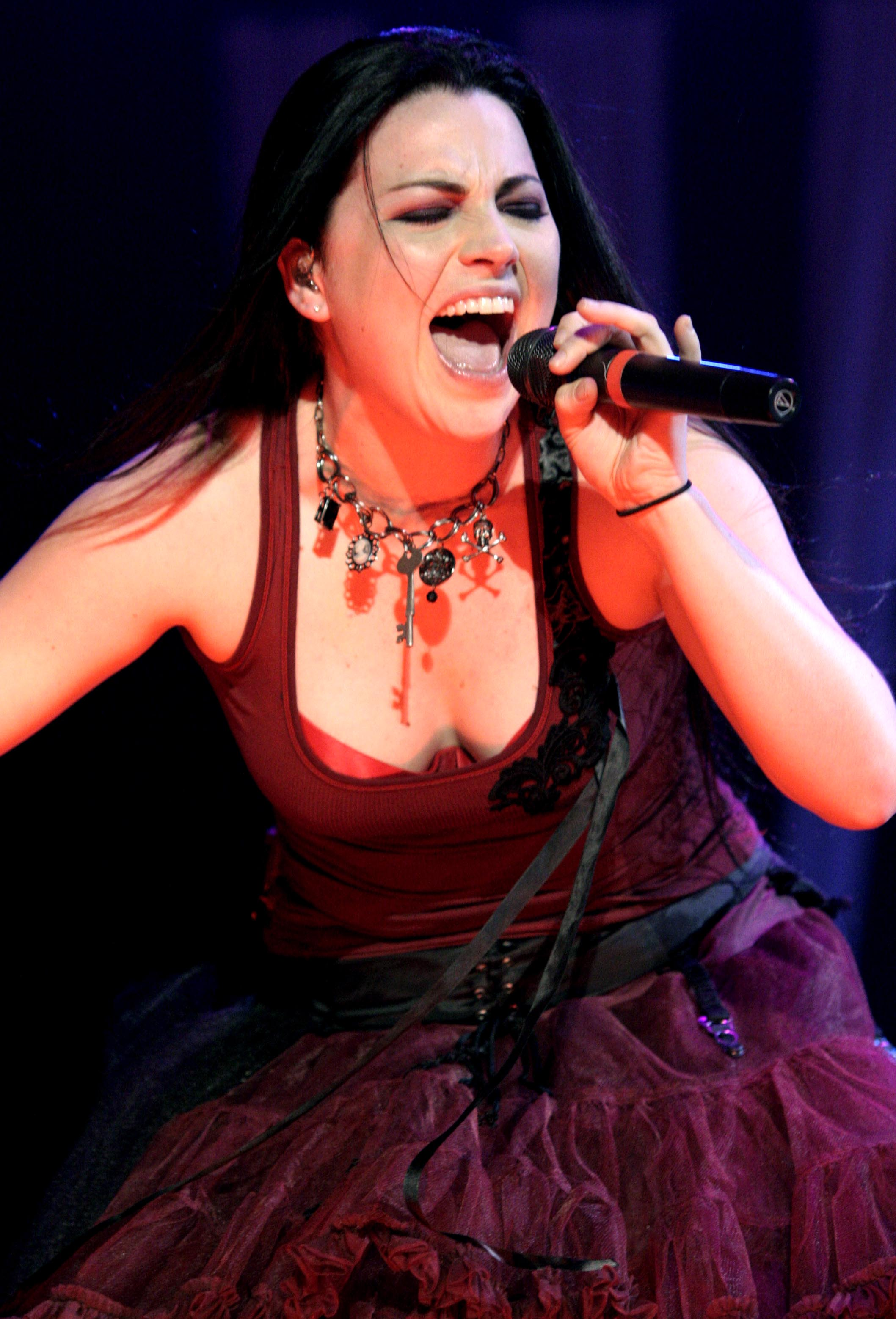
Емі Лі (на фото) є співвласницею авторських прав на кожну з пісень Evanescence та є одноосібним автором 14 пісень

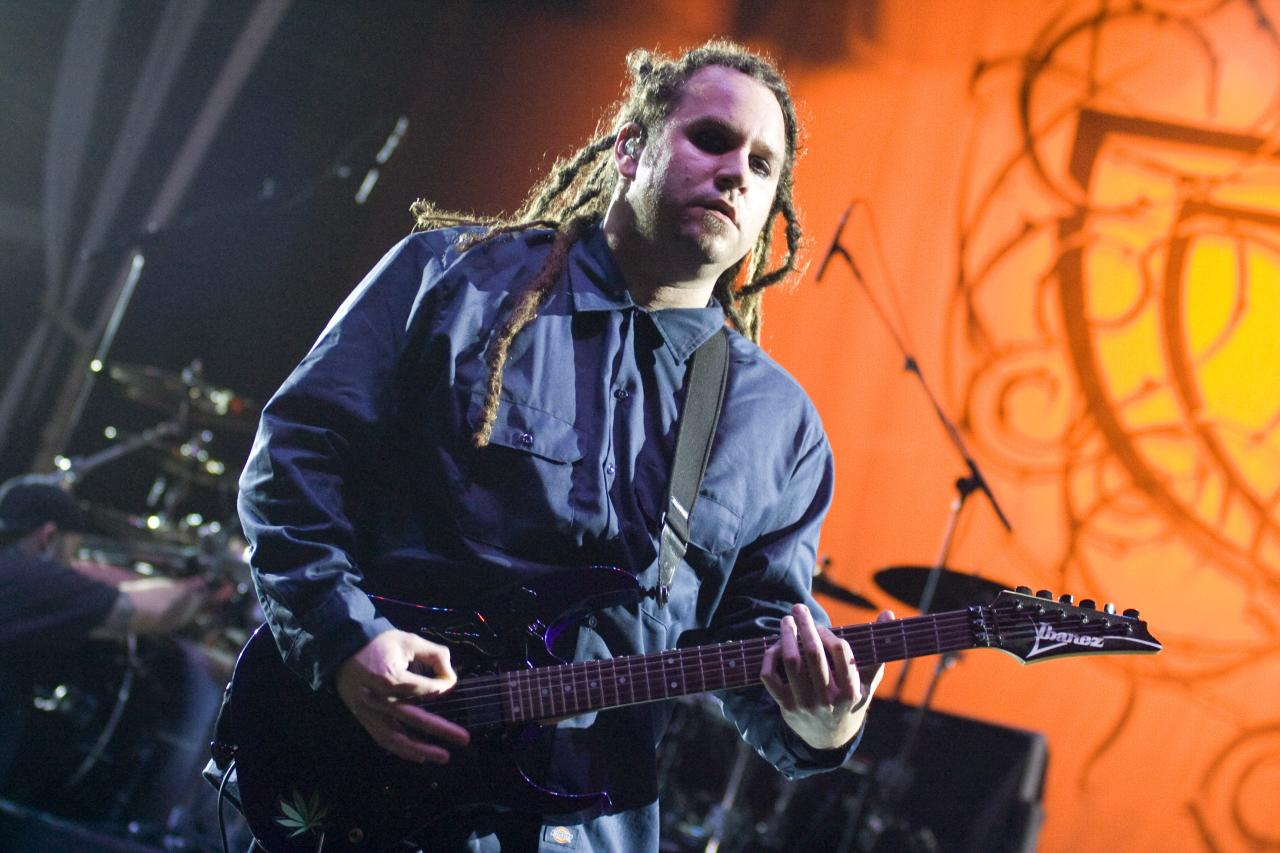
Террі Бальзамо (на фото) співавтор більшості пісень в альбомах The Open Door та Evanescence.

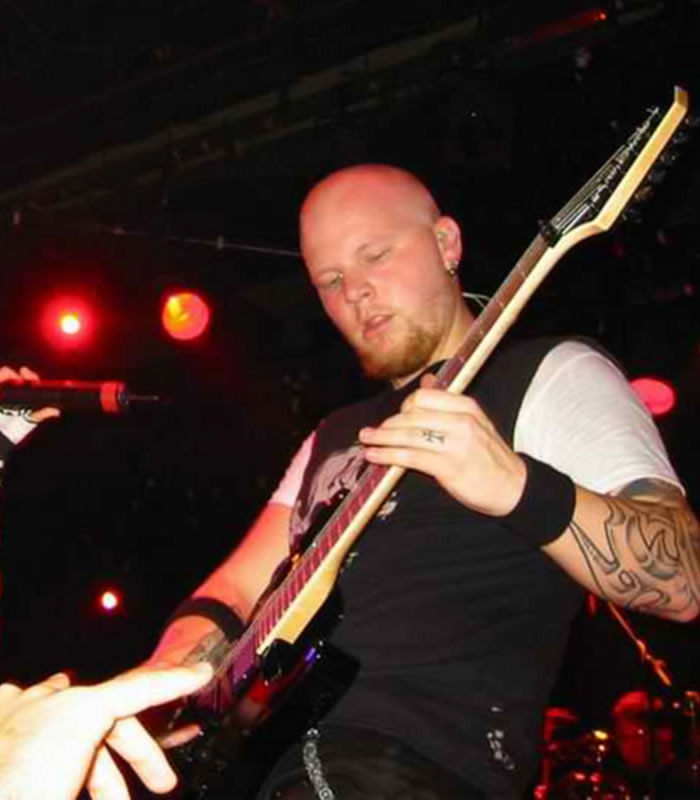
Бен Муді (на фото) співавтор усіх пісень в альбомі Fallen.

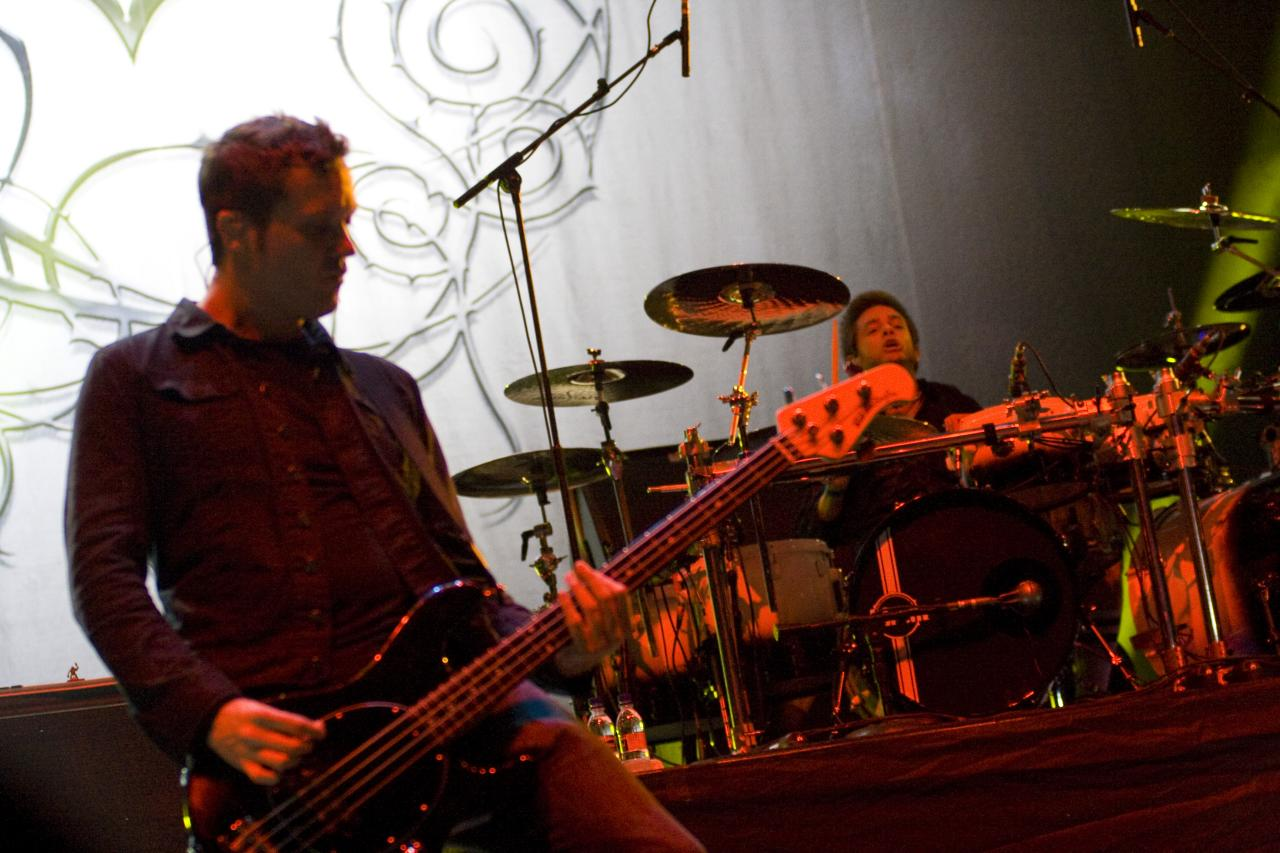
Тім МакКорд (на фото) співавтор усіх пісень альбому Evanescence.

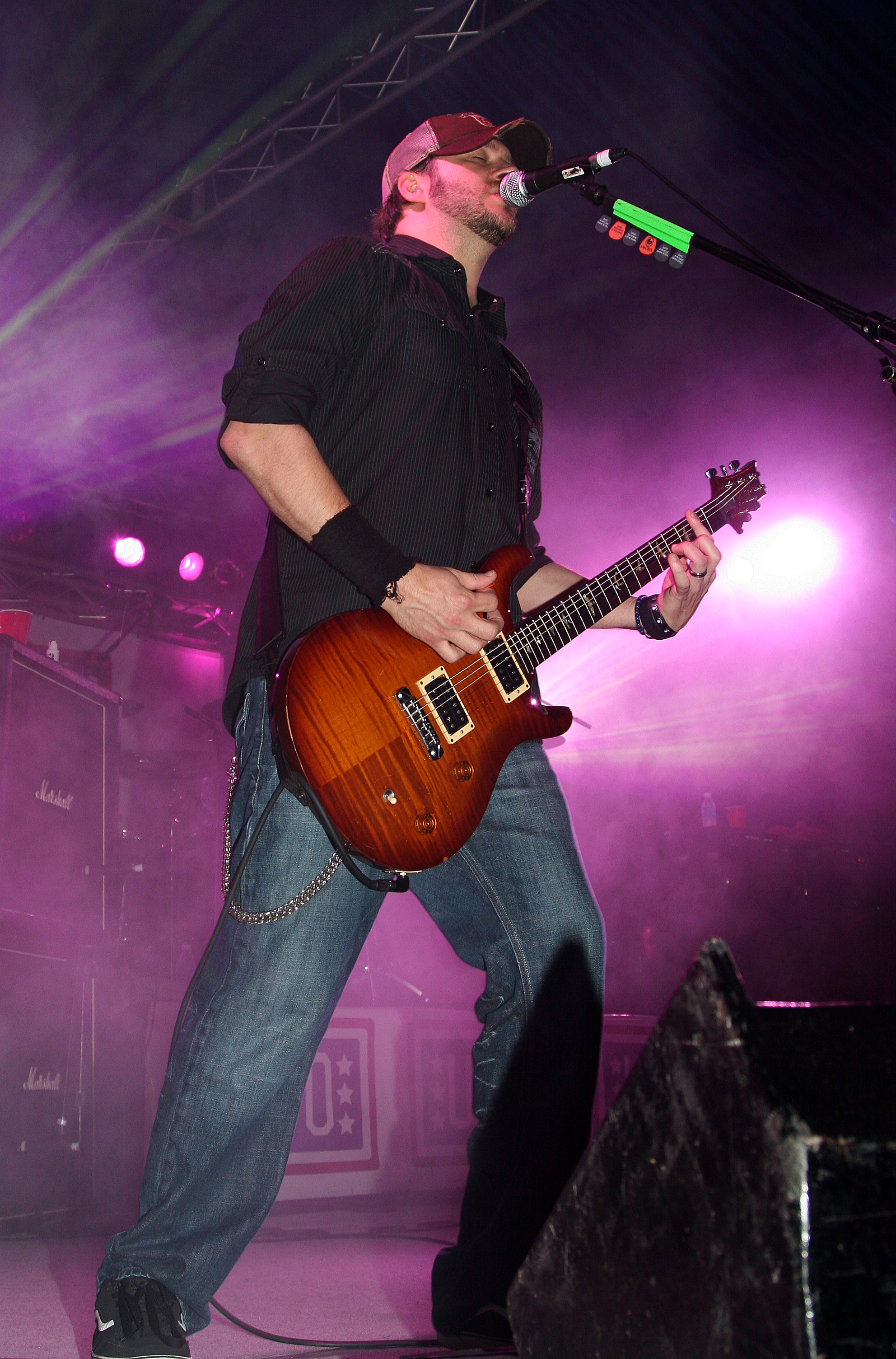
Трой МакЛавгорн (на фото) співавтор чотирьох пісень в альбомі Evanescence.

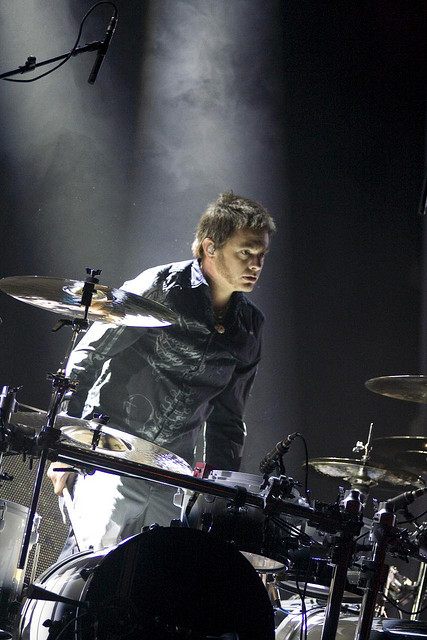
Вілл Гант (на фото) співавтор 6-и пісень в альбомі Evanescence.

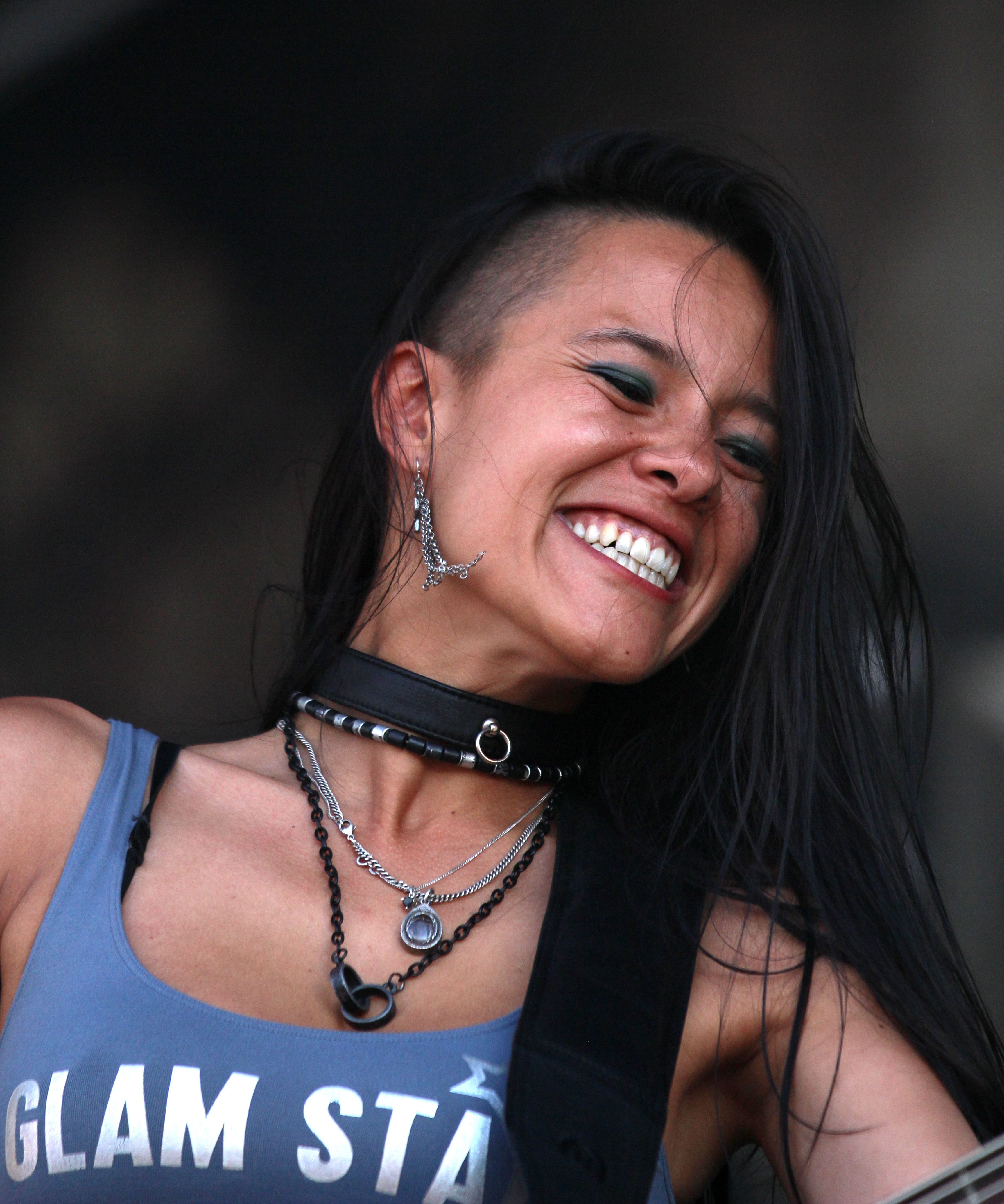
Джен Маджура (на фото) співавтор «Imperfection» для Synthesis.

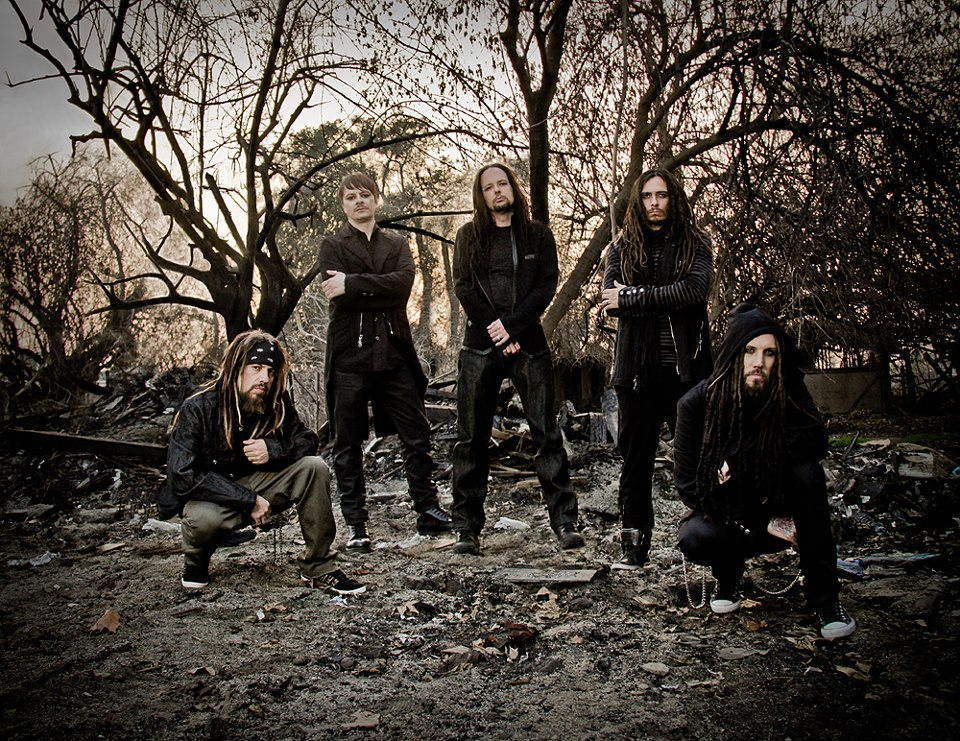
Кавер-версія композиції гурту Korn «Thoughtless» від Evanescence у 2004 році (на фото).

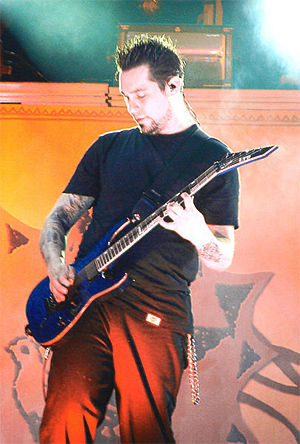
Джон ЛеКомпт (на фото) співавтор трьох композиції під час свого перебування в Evanescence.

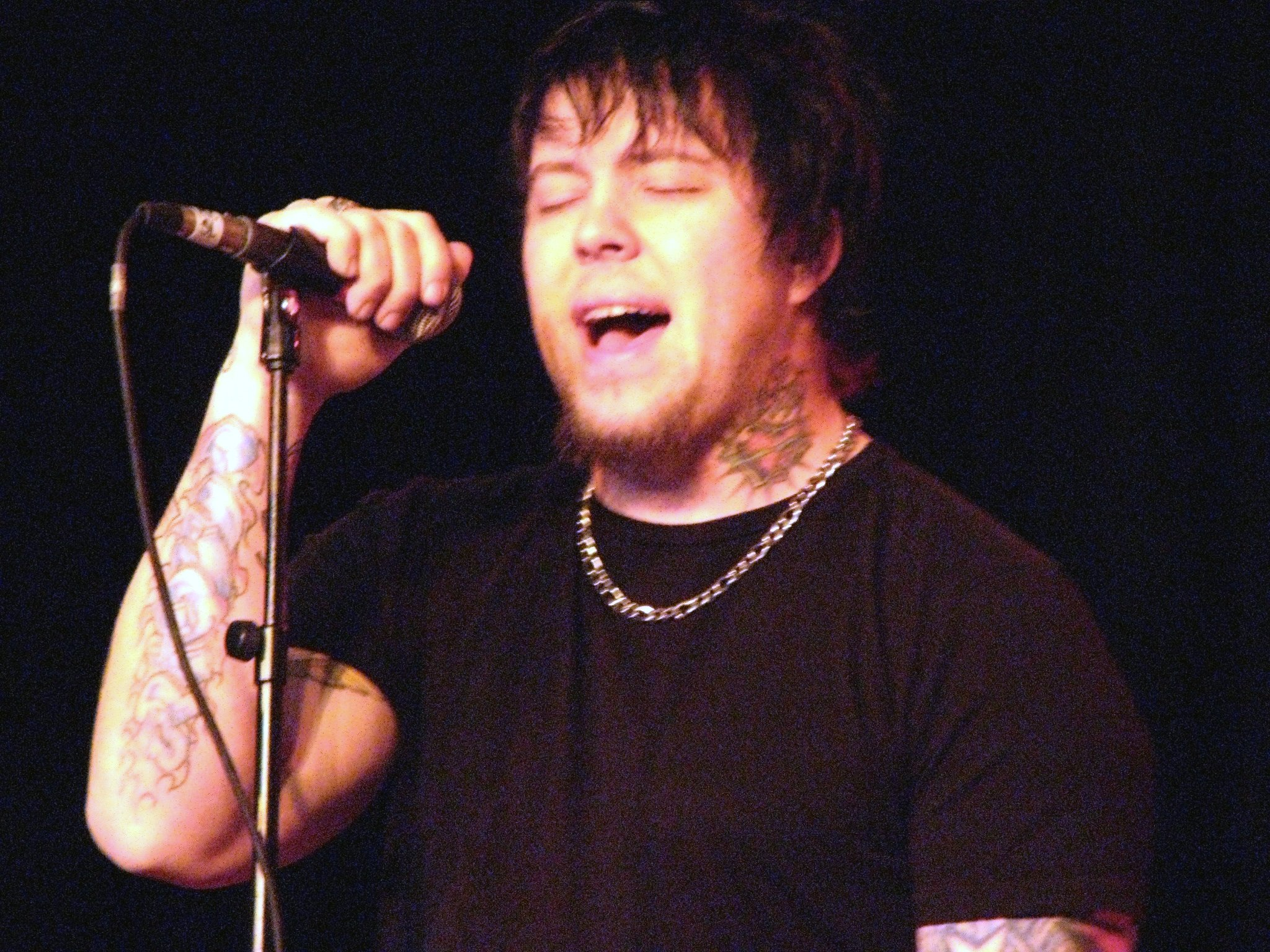
Пол МакКой (на фото) був запрошеним вокалістом для «Bring Me to Life».

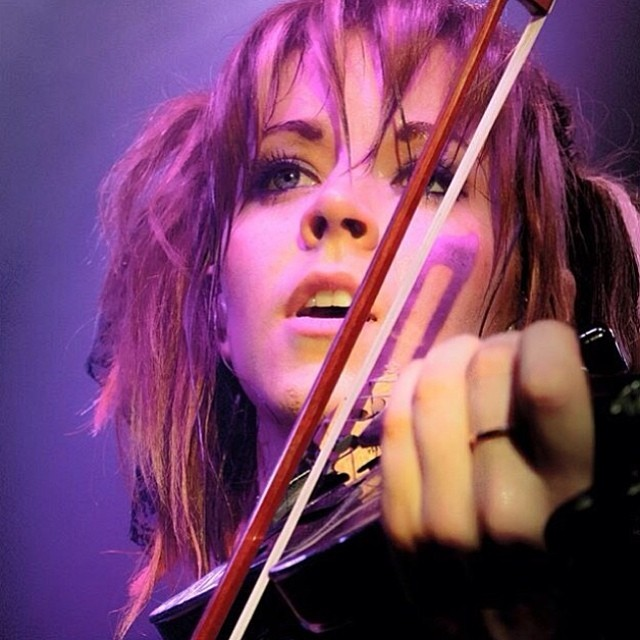
Ліндсі Стірлінг (на фото) з'явилася в «Hi-Lo» як запрошена віолончелістка.

| Випущені пісні як сингл | Показує випущені сингли                  |
| ‡                       | Показує пісні написані Емі Лі одноосібно |
| #                       | Показує пісні, випущені як промо-сингли  |

| Пісня                              | Виконавець(-і)                       | Автор(-и)                                                                 | Випустив(-и)                                     | Рік  | Пос.   |
| ---------------------------------- | ------------------------------------ | ------------------------------------------------------------------------- | ------------------------------------------------ | ---- | ------ |
| «All That I'm Living For»          | Evanescence                          | Емі Лі Джон ЛеКомпт                                                       | The Open Door                                    | 2006 | [ 5 ]  |
| «Anywhere»                         | Evanescence                          | Лі Бен Муді Девід Ходжес                                                  | Origin                                           | 2000 | [ 6 ]  |
| «Ascension of the Spirit»          | Evanescence                          | ?                                                                         | Sound Asleep / Whisper                           | 1999 | [ 7 ]  |
| «Away From Me»                     | Evanescence                          | Лі Муді Ходжес                                                            | Origin                                           | 2000 | [ 6 ]  |
| «Breathe No More»                  | Evanescence                          | Лі ‡                                                                      | Elektra: The Album                               | 2005 | [ 8 ]  |
| «Breathe No More»                  | Evanescence                          | Лі ‡                                                                      | Lost Whispers                                    | 2016 | [ 9 ]  |
| «Bring Me to Life» # ·             | Evanescence запросили Пола МакКоя    | Лі Муді Ходжес                                                            | Fallen                                           | 2003 | [ 10 ] |
| «Bring Me to Life» # ·             | Evanescence запросили Пола МакКоя    | Лі Муді Ходжес                                                            | Daredevil: The Album                             | 2003 | [ 11 ] |
| «Bring Me to Life» # ·             | Evanescence                          | Лі Муді Ходжес                                                            | Synthesis                                        | 2017 | [ 12 ] |
| «Call Me When You're Sober»        | Evanescence                          | Лі Террі Бальзамо                                                         | The Open Door                                    | 2006 | [ 5 ]  |
| «Cloud Nine»                       | Evanescence                          | Лі Бальзамо                                                               | The Open Door                                    | 2006 | [ 5 ]  |
| «Disappear»                        | Evanescence                          | Лі Бальзамо Тім МакКорд Трой МакЛавгорн Вілл Гант                         | Evanescence                                      | 2011 | [ 13 ] |
| «Disappear»                        | Evanescence                          | Лі Бальзамо Тім МакКорд Трой МакЛавгорн Вілл Гант                         | Lost Whispers                                    | 2016 | [ 9 ]  |
| «End of the Dream»                 | Evanescence                          | Лі Бальзамо МакКорд Гант Вілл Б. Гант                                     | Evanescence                                      | 2011 | [ 13 ] |
| «End of the Dream»                 | Evanescence                          | Лі Бальзамо МакКорд Гант Вілл Б. Гант                                     | Synthesis                                        | 2017 | [ 12 ] |
| «Erase This»                       | Evanescence                          | Лі Бальзамо МакКорд МакЛавгорн Гант                                       | Evanescence                                      | 2011 | [ 13 ] |
| «Eternal»                          | Evanescence                          | Лі Муді Ходжес                                                            | Origin                                           | 2000 | [ 6 ]  |
| «Even in Death»                    | Evanescence                          | Лі Муді Ходжес                                                            | Origin                                           | 2000 | [ 6 ]  |
| «Even in Death»                    | Evanescence                          | Лі Муді Ходжес                                                            | Lost Whispers                                    | 2016 | [ 9 ]  |
| «Everybody's Fool» ·               | Evanescence                          | Лі Муді Ходжес                                                            | Mystary                                          | 2003 | [ 14 ] |
| «Everybody's Fool» ·               | Evanescence                          | Лі Муді Ходжес                                                            | Fallen                                           | 2003 | [ 10 ] |
| «Exodus»                           | Evanescence                          | Лі Муді                                                                   | Evanescence (EP)                                 | 1998 | [ 15 ] |
| «Farther Away»                     | Evanescence                          | Лі Муді Ходжес                                                            | Mystary                                          | 2003 | [ 14 ] |
| «Farther Away»                     | Evanescence                          | Лі Муді Ходжес                                                            | сингл «Bring Me to Life»                         | 2003 | [ 16 ] |
| «Farther Away»                     | Evanescence                          | Лі Муді Ходжес                                                            | Fallen (Japanese edition)                        | 2003 | [ 10 ] |
| «Farther Away»                     | Evanescence                          | Лі Муді Ходжес                                                            | Lost Whispers                                    | 2016 | [ 9 ]  |
| «Field of Innocence»               | Evanescence                          | Лі Муді Ходжес                                                            | Origin                                           | 2000 | [ 6 ]  |
| «Forgive Me»                       | Evanescence                          | Лі Муді                                                                   | Sound Asleep / Whisper                           | 1999 | [ 7 ]  |
| «Give Unto Me»                     | Evanescence                          | Лі ‡                                                                      | Sound Asleep / Whisper                           | 1999 | [ 7 ]  |
| «Going Under»                      | Evanescence                          | Лі Муді Ходжес                                                            | Fallen                                           | 2003 | [ 10 ] |
| «Good Enough»                      | Evanescence                          | Лі ‡                                                                      | The Open Door                                    | 2006 | [ 5 ]  |
| «Heart-Shaped Box»                 | Evanescence                          | Курт Кобейн                                                               | сингл «Going Under»                              | 2003 | [ 17 ] |
| «Haunted»                          | Evanescence                          | Лі Муді Ходжес                                                            | Fallen                                           | 2003 | [ 10 ] |
| «Hello»                            | Evanescence                          | Лі Муді Hodges                                                            | Fallen                                           | 2003 | [ 10 ] |
| «Hi-Lo»                            | Evanescence запрсили Ліндсі Стерлінг | Лі Вілл Б. Гант                                                           | Synthesis                                        | 2017 | [ 12 ] |
| "If You Don't Mind                 | Evanescence                          | Лі Бальзамо Бойд                                                          | Lost Whispers                                    | 2016 | [ 9 ]  |
| «Imaginary» #                      | Evanescence                          | Лі Муді Годжес                                                            | Evanescence (EP)                                 | 1998 | [ 15 ] |
| «Imaginary» #                      | Evanescence                          | Лі Муді Годжес                                                            | Origin                                           | 2000 | [ 6 ]  |
| «Imaginary» #                      | Evanescence                          | Лі Муді Годжес                                                            | Mystary                                          | 2003 | [ 14 ] |
| «Imaginary» #                      | Evanescence                          | Лі Муді Годжес                                                            | Fallen                                           | 2003 | [ 10 ] |
| «Imaginary» #                      | Evanescence                          | Лі Муді Годжес                                                            | Synthesis                                        | 2017 | [ 12 ] |
| «Imperfection»                     | Evanescence                          | Лі МакКорд Маклавгорн Гант Джен Маджура Б. Гант                           | Synthesis                                        | 2017 | [ 12 ] |
| «Lacrymosa» #                      | Evanescence                          | Лі Бальзамо                                                               | The Open Door                                    | 2006 | [ 5 ]  |
| «Lacrymosa» #                      | Evanescence                          | Лі Бальзамо                                                               | Synthesis                                        | 2017 | [ 12 ] |
| «Lies»                             | Evanescence запросили Брюс Фіцг'ю    | Лі Муді                                                                   | Origin                                           | 2000 | [ 6 ]  |
| «Like You»                         | Evanescence                          | Лі ‡                                                                      | The Open Door                                    | 2006 | [ 5 ]  |
| «Lithium»                          | Evanescence                          | Лі ‡                                                                      | The Open Door                                    | 2006 | [ 5 ]  |
| «Lithium»                          | Evanescence                          | Лі ‡                                                                      | Synthesis                                        | 2017 | [ 12 ] |
| «Lose Control»                     | Evanescence                          | Лі Бальзамо                                                               | The Open Door                                    | 2006 | [ 5 ]  |
| «Lost in Paradise»                 | Evanescence                          | Лі ‡                                                                      | Evanescence                                      | 2011 | [ 13 ] |
| «Lost in Paradise»                 | Evanescence                          | Лі ‡                                                                      | Synthesis                                        | 2017 | [ 12 ] |
| «Lost Whispers»                    | Evanescence                          | Лі ‡                                                                      | Lost Whispers                                    | 2016 | [ 9 ]  |
| «Made of Stone» #                  | Evanescence                          | Лі Бальзамо МакКорд МакЛавгорн Гант Б. Гант                               | Evanescence                                      | 2011 | [ 13 ] |
| «Made of Stone» #                  | Evanescence                          | Лі Бальзамо МакКорд МакЛавгорн Гант Б. Гант                               | Інший світ: Пробудження (саундтрек)              | 2012 | [ 18 ] |
| «Missing» #                        | Evanescence                          | Лі Муді Ходжес                                                            | сингл «Bring Me to Life»= (Австралійський реліз) | 2003 | [ 16 ] |
| «Missing» #                        | Evanescence                          | Лі Муді Ходжес                                                            | Anywhere but Home                                | 2004 | [ 19 ] |
| «Missing» #                        | Evanescence                          | Лі Муді Ходжес                                                            | Lost Whispers                                    | 2016 | [ 9 ]  |
| «My Heart Is Broken»               | Evanescence                          | Лі Бальзамо МакКорд Зак Вілльямс                                          | Evanescence                                      | 2011 | [ 13 ] |
| «My Heart Is Broken»               | Evanescence                          | Лі Бальзамо МакКорд Зак Вілльямс                                          | Synthesis                                        | 2017 | [ 12 ] |
| «My Immortal» ·                    | Evanescence                          | Лі Муді Ходжес                                                            | Origin                                           | 2000 | [ 6 ]  |
| «My Immortal» ·                    | Evanescence                          | Лі Муді Ходжес                                                            | Mystary                                          | 2003 | [ 14 ] |
| «My Immortal» ·                    | Evanescence                          | Лі Муді Ходжес                                                            | Fallen                                           | 2003 |        |
| «My Immortal» ·                    | Evanescence                          | Лі Муді Ходжес                                                            | Daredevil: The Album                             | 2003 | [ 11 ] |
| «My Immortal» ·                    | Evanescence                          | Лі Муді Ходжес                                                            | Synthesis                                        | 2017 | [ 12 ] |
| «My Last Breath»                   | Evanescence                          | Лі Муді Ходжес                                                            | Mystary                                          | 2003 | [ 14 ] |
| «My Last Breath»                   | Evanescence                          | Лі Муді Ходжес                                                            | Fallen                                           | 2003 | [ 10 ] |
| «Never Go Back»                    | Evanescence                          | Лі Бальзамо МакКорд Гант                                                  | Evanescence                                      | 2011 | [ 13 ] |
| «Never Go Back»                    | Evanescence                          | Лі Бальзамо МакКорд Гант                                                  | Synthesis                                        | 2017 | [ 12 ] |
| «New Way to Bleed»                 | Evanescence                          | Лі Бальзамо                                                               | Evanescence                                      | 2011 | [ 13 ] |
| «New Way to Bleed»                 | Evanescence                          | Лі Бальзамо                                                               | Avengers Assemble (саундтрек)                    | 2012 | [ 20 ] |
| «New Way to Bleed»                 | Evanescence                          | Лі Бальзамо                                                               | Lost Whispers                                    | 2016 | [ 9 ]  |
| «Oceans»                           | Evanescence                          | Лі Бальзамо МакКорд                                                       | Evanescence                                      | 2011 | [ 13 ] |
| «Origin»                           | Evanescence                          | Лі Муді Ходжес                                                            | Origin                                           | 2000 | [ 6 ]  |
| «Overture»                         | Evanescence                          | Лі ‡                                                                      | Synthesis                                        | 2017 | [ 12 ] |
| «Say You Will»                     | Evanescence                          | Лі Бальзамо МакКорд                                                       | Evanescence                                      | 2011 | [ 13 ] |
| «Say You Will»                     | Evanescence                          | Лі Бальзамо МакКорд                                                       | Lost Whispers                                    | 2016 | [ 9 ]  |
| «Secret Door»                      | Evanescence                          | Лі Б. Гант                                                                | Evanescence                                      | 2011 | [ 13 ] |
| «Secret Door»                      | Evanescence                          | Лі Б. Гант                                                                | Lost Whispers                                    | 2016 | [ 9 ]  |
| «Secret Door»                      | Evanescence                          | Лі Б. Гант                                                                | Synthesis                                        | 2017 | [ 12 ] |
| «Sick»                             | Evanescence                          | Лі Бальзамо МакКорд Гант Б. Гант                                          | Evanescence                                      | 2011 | [ 13 ] |
| «Snow White Queen»                 | Evanescence                          | Лі Бальзамо                                                               | The Open Door                                    | 2006 | [ 5 ]  |
| «So Close»                         | Evanescence                          | Муді Вілл Бойд Метт Аутлоу                                                | Evanescence (EP)                                 | 1998 | [ 15 ] |
| «Solitude»                         | Evanescence                          | Лі Муді                                                                   | Evanescence (EP)                                 | 1998 | [ 15 ] |
| «Sweet Sacrifice»                  | Evanescence                          | Лі Бальзамо                                                               | The Open Door                                    | 2006 | [ 5 ]  |
| «Swimming Home»                    | Evanescence                          | Лі Б. Гант                                                                | Evanescence                                      | 2011 | [ 13 ] |
| «Taking Over Me»                   | Evanescence                          | Лі Муді Ходжес ЛеКомпт                                                    | Fallen                                           | 2003 | [ 10 ] |
| «The Change»                       | Evanescence                          | Лі Бальзамо МакКорд МакЛавгорн Гант                                       | Evanescence                                      | 2011 | [ 13 ] |
| «The End»                          | Evanescence                          | Лі Муді                                                                   | Evanescence (EP)                                 | 1998 | [ 15 ] |
| «The In-Between» (Piano Solo)      | Evanescence                          | Лі ‡                                                                      | Synthesis                                        | 2017 | [ 12 ] |
| «The Last Song I'm Wasting On You» | Evanescence                          | Лі ‡                                                                      | сингл «Lithium»                                  | 2006 | [ 21 ] |
| «The Last Song I'm Wasting On You» | Evanescence                          | Лі ‡                                                                      | Evanescence (Японський реліз)                    | 2011 | [ 13 ] |
| «The Last Song I'm Wasting On You» | Evanescence                          | Лі ‡                                                                      | Lost Whispers                                    | 2016 | [ 9 ]  |
| «The Only One»                     | Evanescence                          | Лі Бальзамо                                                               | The Open Door                                    | 2006 | [ 5 ]  |
| «The Other Side» #                 | Evanescence                          | Лі Бальзамо МакКорд                                                       | Evanescence                                      | 2011 | [ 13 ] |
| «Thoughtless»                      | Evanescence                          | Реджинальд Арвізу Джонатан Девіс Джеймс Шаффер Девід Сільверія Браян Велч | Anywhere but Home                                | 2004 | [ 19 ] |
| «Together Again» #                 | Evanescence                          | Лі ‡                                                                      | сингл без альбому                                | 2010 | [ 22 ] |
| «Together Again» #                 | Evanescence                          | Лі ‡                                                                      | Lost Whispers                                    | 2016 | [ 9 ]  |
| «Tourniquet»                       | Evanescence                          | Лі Муді Ходжес Роккі Грей                                                 | Fallen                                           | 2003 | [ 10 ] |
| «Understanding»                    | Evanescence                          | Муді                                                                      | Evanescence (EP)                                 | 1998 | [ 15 ] |
| «Understanding»                    | Evanescence                          | Муді                                                                      | Sound Asleep / Whisper                           | 1999 | [ 7 ]  |
| «Unraveling» (Інтерлюдія)          | Evanescence                          | Лі ‡                                                                      | Synthesis                                        | 2017 | [ 12 ] |
| «Weight of the World» #            | Evanescence                          | Лі Бальзамо                                                               | The Open Door                                    | 2006 | [ 5 ]  |
| «What You Want»                    | Evanescence                          | Лі Бальзамо МакКорд                                                       | Evanescence                                      | 2011 | [ 13 ] |
| «Where Will You Go?»               | Evanescence                          | Лі Муді Ходжес                                                            | Evanescence (EP)                                 | 1998 | [ 15 ] |
| «Where Will You Go?»               | Evanescence                          | Лі Муді Ходжес                                                            | Origin                                           | 2000 | [ 6 ]  |
| «Whisper»                          | Evanescence                          | Лі Муді Ходжес                                                            | Sound Asleep / Whisper                           | 1999 | [ 7 ]  |
| «Whisper»                          | Evanescence                          | Лі Муді Ходжес                                                            | Origin                                           | 2000 | [ 6 ]  |
| «Whisper»                          | Evanescence                          | Лі Муді Ходжес                                                            | Fallen                                           | 2003 | [ 10 ] |
| «Your Star»                        | Evanescence                          | Лі Бальзамо                                                               | The Open Door                                    | 2006 | [ 5 ]  |
| «Your Star»                        | Evanescence                          | Лі Бальзамо                                                               | Synthesis                                        | 2017 | [ 12 ] |

## Написані тексти пісень
| Написані        | Перед-Fallen | Fallen (2003) | The Open Door (2006) | Evanescence (2011) | Lost Whispers (2016) | Невипущені | Загалом |
| --------------- | ------------ | ------------- | -------------------- | ------------------ | -------------------- | ---------- | ------- |
| Террі Бальзамо  | Н/Д          | Н/Д           | 9                    | 13                 | 4                    | 0          | 26      |
| Вілл Бойд       | 1            | 0             | 0                    | Н/Д                | 0                    | 1          | 2       |
| Роккі Грей      | Н/Д          | 1             | 0                    | Н/Д                | 0                    | 0          | 1       |
| Девід Ходжес    | 18           | 12            | Н/Д                  | Н/Д                | 3                    | 4          | 37      |
| Вілл Б. Гант*   | Н/Д          | Н/Д           | Н/Д                  | 5                  | 1                    | 0          | 6       |
| Вілл Гант       | Н/Д          | Н/Д           | Н/Д                  | 6                  | 0                    | 0          | 6       |
| Джон ЛеКомпт    | Н/Д          | 1             | 1                    | Н/Д                | 0                    | 1          | 3       |
| Емі Лі          | 24           | 12            | 13                   | 16                 | 12                   | 8          | 85      |
| Тім МакКорд     | Н/Д          | Н/Д           | 0                    | 12                 | 2                    | 0          | 14      |
| Трой МакЛавгорн | Н/Д          | Н/Д           | Н/Д                  | 4                  | 1                    | 0          | 5       |
| Бен Муді        | 25           | 12            | Н/Д                  | Н/Д                | 3                    | 6          | 46      |
| Метт Аутлав*    | 1            | Н/Д           | Н/Д                  | Н/Д                | 0                    | 0          | 1       |
| Зак Вілльямс*   | Н/Д          | Н/Д           | Н/Д                  | 1                  | 0                    | 0          | 1       |